# Pastorie van de Sint-Werenfriduskerk
De Pastorie van de Sint-Werenfriduskerk is een rijksmonument in de stad Workum in de Nederlandse provincie Friesland. Het gebouw is in gebruik als pastorie van de naastgelegen Sint-Werenfriduskerk. De neogotische pastorie werd in 1877 gebouwd naar plannen van architect Alfred Tepe.

## Museum kerkelijke kunst
Van 1985 tot 2020 was in de pastorie het Museum kerkelijke kunst gevestigd. Hierin werd de nalatenschap van de in 1980 overleden pastoor Janning beheerd en tentoongesteld. In het naastgelegen kerkgebouw konden bezoekers de gebrandschilderde ramen, beeldhouwkunst en kruiswegstaties bezichtigen.

In 2020 is het museum verhuisd naar de pastorie van de Sint-Bonifatiuskerk in Nieuw-Schoonebeek.